# Mamoudou Hanne
Mamoudou-Elimane Hanne (* 6. März 1988 in Ségou) ist ein ehemaliger französisch-malischer Leichtathlet, der sich auf den Sprint spezialisiert hat. Seinen größten Erfolg feierte er mit dem Gewinn der Goldmedaille über 4-mal 400 Meter bei den Halleneuropameisterschaften 2011 in Paris.

## Sportliche Laufbahn
Erste internationale Erfahrungen sammelte Mamoudou Hanne im Jahr 2006, als er bei den Juniorenweltmeisterschaften in Peking für Mali startend mit 49,56 s in der ersten Runde im 400-Meter-Lauf ausschied. Im Jahr darauf schied er bei den Afrikaspielen in Maputo mit 48,19 s im Halbfinale aus, ehe er bei den Juniorenafrikameisterschaften in Ouagadougou in 48,81 s den siebten Platz belegte. 2008 kam er bei den Hallenweltmeisterschaften in Valencia mit 48,44 s nicht über den Vorlauf über 400 Meter hinaus. Ab 2010 startete er international für Frankreich und schied im selben Jahr bei den Europameisterschaften in Barcelona mit der 4-mal-400-Meter-Staffel mit 3:05,32 min in der Vorrunde aus. Im Jahr darauf siegte er mit der Staffel in 3:06,17 min gemeinsam mit Marc Macédot, Marc Macédot und Yoann Décimus bei den Halleneuropameisterschaften in Paris. Im September verpasste er dann bei den Weltmeisterschaften in Daegu mit 3:03,68 min den Finaleinzug. 2013 schied er bei den Halleneuropameisterschaften in Göteborg mit 47,08 s im Halbfinale über 400 Meter aus und im September belegte er bei den Spielen der Frankophonie in Nizza in 47,93 s den sechsten Platz im Einzelbewerb und siegte in 3:05,22 min mit der Staffel. Im Jahr darauf gewann er bei den Europameisterschaften in Zürich in 2:59,89 min gemeinsam mit Mame-Ibra Anne, Teddy Atine-Venel und Thomas Jordier die Bronzemedaille hinter den Teams aus dem Vereinigten Königreich und Polen.
Bei den IAAF World Relays 2015 in Nassau wurde er im B-Finale über 4-mal 400 Meter disqualifiziert und im Sommer belegte er bei den Weltmeisterschaften in Peking in 3:00,65 min im Finale den sechsten Platz. Bei den IAAF World Relays 2017 auf den Bahamas belegte er in 3:06,33 min den achten Platz über 4-mal 400 Meter und im August schied er bei den Weltmeisterschaften in London mit 45,89 s in der ersten Runde über 400 Meter aus. Zudem wurde er im Staffelbewerb wegen eines Dopingfalls im Team disqualifiziert. Im Jahr darauf gewann er bei den Mittelmeerspielen in Tarragona in 46,35 s die Bronzemedaille hinter dem Italiener Davide Re und Lucas Búa aus Spanien. Anschließend belegte er bei den Europameisterschaften in Berlin in 3:02,08 min den vierten Platz im Staffelbewerb. 2019 beendete er seine aktive sportliche Karriere im Alter von 31 Jahren.
2017 wurde Hanne französischer Meister im 400-Meter-Lauf im Freien sowie 2013 in der Halle.

## Persönliche Bestleistungen
- 400 Meter: 45,44 s, 9. Juli 2017 in Brüssel
  - 400 Meter (Halle): 46,49 s, 20. Februar 2011 in Aubière